# Eamon Sullivan
Eamon Sullivan (* 30. August 1985 in Perth, Western Australia) ist ein ehemaliger australischer Schwimmer. Er war spezialisiert auf die kurzen Freistildistanzen.

## Werdegang
Sein internationales Debüt gab Sullivan bei den Olympischen Spielen 2004, als er mit der australischen 4 × 100-m-Freistilstaffel den sechsten Platz belegte. Zwei Jahre später gewann Sullivan Silber mit der 4 × 100-m-Freistilstaffel und Gold mit der 4 × 100-m-Lagenstaffel bei den Commonwealth Games 2006.
Bei den Weltmeisterschaften 2007 in Melbourne gewann er ebenfalls mit der australischen 4 × 100-m-Lagenstaffel Gold. Über 100 m Freistil gewann Sullivan noch eine Bronzemedaille. Außerdem erreichte er noch zwei fünfte Plätze mit der 4 × 100-m-Freistilstaffel und über 50 m Freistil.
Im Februar 2008 stellte er bei den regionalen Meisterschaften von New South Wales in Sydney mit 21,56 Sekunden einen neuen Weltrekord über 50 m Freistil auf. Er verbesserte damit den sieben Jahre alten Weltrekord von Alexander Popow um 0,08 s. Fünf Tage nachdem der Franzose Alain Bernard Sullivans Rekord um 0,06 s verbessert hatte, holte er sich im März 2008 bei den australischen Meisterschaften in Sydney mit 21,41 Sekunden den Weltrekord zurück. Nur einen Tag später konnte er den Rekord noch einmal auf 21,28 Sekunden verbessern.
Bei den Olympischen Spielen 2008 in Peking stellte er über 100 m Freistil als Startschwimmer der australischen 4 × 100-m-Freistilstaffel, mit der er auch die Bronzemedaille gewann, in 47,24 Sekunden einen neuen Weltrekord auf, der jedoch nach weniger als 48 Stunden von Alain Bernard mit 47,20 s im ersten Halbfinale der 100 m Einzel der Männer gebrochen wurde. Sullivan holte sich den Weltrekord direkt im darauffolgenden Halbfinallauf mit 47,05 s zurück. Im Finale musste er sich Bernard aber geschlagen geben und gewann die Silbermedaille. Eine weitere Silbermedaille erreichte er mit der Staffel über 4 × 100 m Lagen.
Sullivan gewann bei den Commonwealth Games 2010 in Neu-Delhi die Goldmedaille mit der 4 × 100-m-Freistilstaffel und mit der 4 × 100-m-Lagenstaffel sowie die Bronzemedaille über 100 m Freistil.
Nachdem Sullivan bei den australischen Meisterschaften 2014 die 50 Meter Freistil für sich entscheiden und sich somit für die Commonwealth Games qualifizieren konnte, musste er im Juli des gleichen Jahres aufgrund einer Schulterverletzung seine Karriere beenden.

## Persönliche Bestleistungen
Langbahn
- 50 m Freistil – 21,28 s (28. März 2008 in Sydney)
- 100 m Freistil – 47,05 s (13. August 2008 in Peking)

Kurzbahn
- 50 m Freistil – 21,31 s
- 100 m Freistil – 46,82 s